# Restitutio ad integrum
Als Restitutio ad integrum (von lateinisch restitutio ‚Wiederherstellung‘, lateinisch ad ‚zu‘, lateinisch integritas ‚Unversehrtheit‘) bezeichnet man in der Medizin eine vollständige Ausheilung einer Krankheit oder Verletzung, die den unversehrten Zustand des Körpers (wie vor der Krankheit oder der Verletzung) wieder herstellt. Alle krankheitsbedingten Veränderungen können zurückgebildet werden, die Erkrankung war also reversibel.
Im Gegensatz dazu steht die Heilung mit Wiederherstellung der Funktion ohne Wiederherstellung aller morphologischen Veränderungen (Restitutio ad functionem) sowie die Defektheilung (Restitutio cum defectu), bei der zum Beispiel eine morphologische Veränderung (beispielsweise eine Narbe) oder eine Funktionseinbuße (zum Beispiel eine Versteifung) zurückbleibt.